# Glückauf
El Glückauf fue un barco alemán que representó un gran paso adelante en el diseño de petroleros. "Cuando el Glückauf zarpó del Tyne el 10 de julio de 1886, fue el primer petrolero oceánico con petróleo en la piel". El barco estuvo en uso desde 1886 hasta el 25 de marzo de 1893, cuando encalló en Fire Island en Nueva York.
El petrolero de 2700 toneladas fue construido en el astillero Armstrong Mitchell, Walker, Newcastle upon Tyne, Gran Bretaña, con ocho compartimentos para la carga. Fue el primer barco en el que se podía bombear petróleo directamente al casco del barco en lugar de cargarlo en barriles o tambores. (Otras fuentes dan el tonelaje bruto en torno a 2300 toneladas).
Fue construido para la empresa naviera de Wilhelm Anton Riedemann en Geestemünde y funcionó principalmente como vaporizador.
Glückauf realizaba un viaje chárter para Standard Oil Company cuando encalló frente a Sayville, Nueva York, en Blue Point Beach en Fire Island a lo largo de Long Island. Diferentes fuentes dan la fecha del naufragio como 23, 24 o 25 de marzo de 1892 o 1893; un artículo contemporáneo del New York Times decía que encalló "justo antes del amanecer" el 24 de marzo de 1893. Hombres de la estación de salvamento de Blue Point rescataron a la tripulación. El 7 de abril, fue desalojado brevemente y estaba siendo arrastrado mar adentro cuando se rompió la cuerda; el barco encalló permanentemente.
Los restos del naufragio rápidamente se convirtieron en una atracción turística y los saqueadores arrancaron todo lo que pudieron y se lo llevaron.
Los restos del Glückauf se encuentran ahora a entre 75 y 100 pies (23 a 30 m) de la costa, desde la superficie del agua hasta 25 pies (7,6 m) de agua.